# Ozero Klesjnja
Ozero Klesjnja (ryska: Озеро Клешня) är en sjö i Belarus.   Den ligger i voblasten Vitsebsks voblast, i den norra delen av landet, 240 km norr om huvudstaden Minsk. Ozero Klesjnja ligger 137 meter över havet. Arean är 0,16 kvadratkilometer. Den sträcker sig 0,6 kilometer i nord-sydlig riktning, och 0,6 kilometer i öst-västlig riktning.
I omgivningarna runt Ozero Klesjnja växer i huvudsak blandskog. Runt Ozero Klesjnja är det mycket glesbefolkat, med 7 invånare per kvadratkilometer.